# Sułtan (rasa kury)

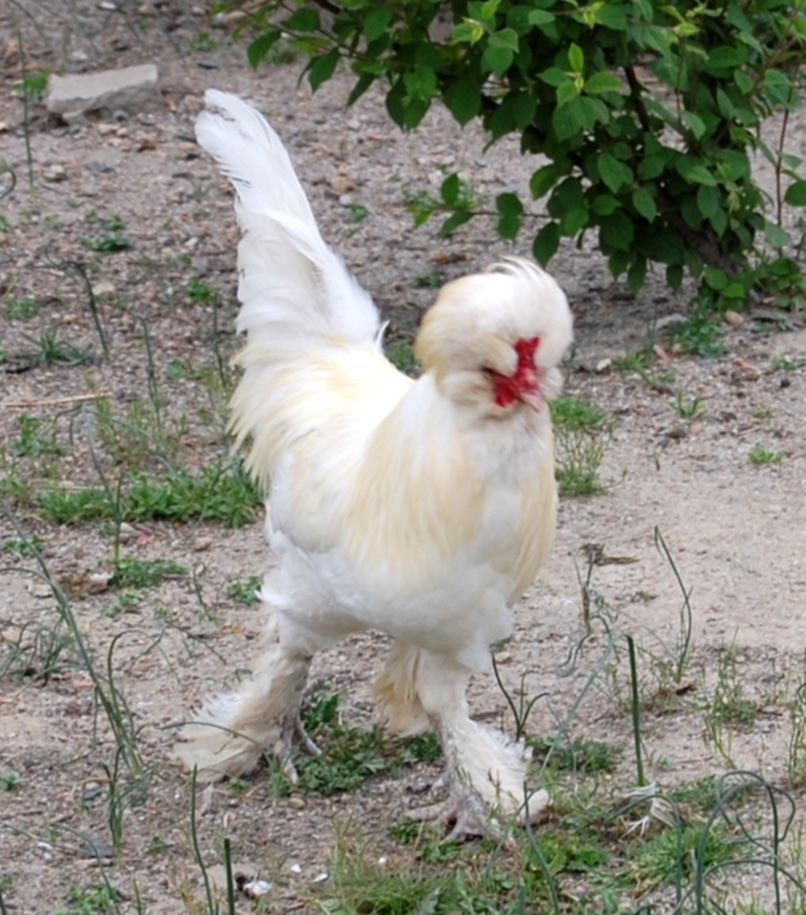
Kogut rasy sułtan

Sułtan – rasa kury pochodząca z Turcji.

## Historia rasy
W styczniu 1854 roku kobieta hodowca E. Watts z Hamstead w Anglii przywiozła do Europy pierwsze stado zarodowe kur tej rasy z Istambułu w Turcji. Łatwo się zaaklimatyzowały i w szybkim czasie rozmnożyły. Ze względu na swój niespotykany wygląd, rasa cieszyła się dużą popularnością wśród europejskich hodowców. Niestety druga wojna światowa była przyczyną ich prawie całkowitego wyginięcia. Jedynie w Anglii udało się uratować kilkanaście zarodowych stad.

## Opis cech

### Wygląd
Sułtany to kury o stosunkowo krępej budowie ciała. Ich tułów osadzonych jest dość nisko, a całe ciało pokrywa gęste, obfite upierzenie. Mocno opierzona jest także szyja ptaków, przez co ich grzbiet sprawia wrażenie krótszego, niż jest w rzeczywistości. Ogon jest rozłożysty, kury noszą go na średniej wysokości. Nogi mają kolor szaroniebieski, są całkowicie pokryte piórami. Posiadają sępie skoki, a ich stopy zakrywają obfite łapcie. Nogi wyposażone są w pięć palców.
Na głowie występuje protuberancja czaszki, tworząca wraz z występującymi na tej części piórami czub. Przed czubem jest osadzony grzebień typu rogowego z małymi naroślami rozstawionymi w kształcie litery „V”. Zamiast dzwonków sułtanki posiadają brodę i bokobrody.
Rasa ta łączy w sobie wszystkie cechy charakterystyczne dla pierwotnych azjatyckich czubatek – czub, brodę, łapcie z sępimi piórami i pięć palców.
| kogut | 1,5–2,0 kg |
| kura  | 1,0–1,5 kg |

### Jaja
Kura tej rasy znosi do 70 jaj rocznie o masie 45 g i białej skorupie.

### Barwa
Jedyną dopuszczalną barwą kur sułtanek jest barwa biała. Zausznice są w kolorze jasnoczerwonym, skoki – ciemnoszarym, oczy – jasnobrunatnym z czerwonawym odcieniem. W przeszłości hodowano odmianę niebieską i czarną.

### Obrączki
Wielkość obrączek: kogut 18, kura 16